# 戸坂駅
戸坂駅（へさかえき）は、広島県広島市東区戸坂山根二丁目にある、西日本旅客鉄道（JR西日本）芸備線の駅である。駅番号はJR-P03。

## 歴史
1915年（大正4年）の芸備鉄道の開業当初、芸備鉄道の起点である東広島駅の次の駅は矢口駅であり、当時の戸坂村内には駅が設置されなかった。これに対し、当時の村長ら戸坂村の有志十数名が芸備鉄道と交渉し、土地100坪と建物工事費600円を寄付することを条件に戸坂駅が設置されることとなった。開業の翌日には盛大な竣工式が行われた。開業当初の運賃は東広島・戸坂間で16銭だったが、当時の村民にとっては高価であった。

### 年表
- 1916年（大正5年）4月15日 ：芸備鉄道の停留場として開設[4]。
- 1937年（昭和12年）7月1日：芸備鉄道買収により国有化[2]。
- 1951年（昭和26年）8月20日：手荷物扱い開始、旅客取扱区間制限を前日限りで廃止[5]。
- 1962年（昭和37年）4月16日：日本交通観光社による業務委託駅となる[6]。
- 1971年（昭和46年）12月20日：無人駅化（簡易委託駅化）[7][8][9]。荷物扱いを廃止[2]。
- 1972年（昭和47年）9月1日：国鉄（→JR）の特定都区市内制度導入に伴い、「広島市内」の駅となる[10]。
- 1978年（昭和53年）3月：簡易駅舎に改築[11]。
- 1987年（昭和62年）4月1日：国鉄分割民営化により、西日本旅客鉄道（JR西日本）に継承[2]。
- 2007年（平成19年）
  - 6月：ICOCA対応簡易型自動改札機設置。
  - 9月1日：ICカード「ICOCA」の利用が可能となる。

## 駅構造
広島方面に向かって右側に単式ホーム1面1線を有する地上駅（停留所）。トタン屋根の簡易な駅舎が設置されている。広島駅管理の無人駅だが自動券売機や簡易自動改札機の設備がある。
男女共用の水洗式便所が改札内に設置されている。
ICOCA（相互利用可能ICカードはICOCAの項を参照）が利用可能。JRの特定都区市内制度における「広島市内」の駅である。

## 利用状況
以下の情報は、広島県統計書に基づいたデータである。
| 年度               | 1日平均 乗降人員 |
| ------------------ | ---------------- |
| 1920年（大正09年） | 74.0             |
| 1921年（大正10年） | 84.3             |
| 1922年（大正11年） | 72.1             |
| 1923年（大正12年） | 73.1             |
| 1924年（大正13年） | 74.4             |
| 1925年（大正14年） | 76.0             |
| 1926年（大正15年） | 84.8             |
| 1927年（昭和02年） | 77.6             |
| 1928年（昭和03年） | 72.7             |
| 1929年（昭和04年） | 91.7             |
| 1930年（昭和05年） | 68.2             |
| 1931年（昭和06年） | 55.2             |
| 1932年（昭和07年） | 46.5             |
| 1933年（昭和08年） | 53.4             |
| 1934年（昭和09年） | 67.9             |
| 1935年（昭和10年） | 61.3             |

以下の情報は、広島市統計書及び広島市勢要覧に基づいたデータである。
| 年度               | 1日平均 乗車人員 | 年度毎 乗客数 | 年度毎 降車数 |
| ------------------ | ---------------- | ------------- | ------------- |
| 1955年（昭和30年） | 423.2            | 154,907       | -             |
| 1956年（昭和31年） | 450.3            | 164,372       | -             |
| 1957年（昭和32年） | 434.3            | 158,536       | -             |
| 1958年（昭和33年） | 439.0            | 160,251       | 161,572       |
| 1959年（昭和34年） | 378.7            | 138,614       | 138,824       |
| 1960年（昭和35年） | 382.2            | 139,493       | 139,918       |
| 1961年（昭和36年） | 374.9            | 136,841       | 139,652       |
| 1962年（昭和37年） | 371.8            | 135,708       | 137,789       |

以上の1日平均乗車人員は、年度毎乗客数を365（閏年が関係する1955・1959年は366）で割った値を、小数点第二位で四捨五入。小数点一位の値にした物である。
| 年度               | 1日平均 乗車人員 | 年度毎 総数 | 定期券 総数 | 普通券 総数 |
| ------------------ | ---------------- | ----------- | ----------- | ----------- |
| 1963年（昭和38年） | 414.1            | 303,109     | 260,896     | 42,213      |
| 1964年（昭和39年） | 407.0            | 297,088     | 262,064     | 35,024      |
| 1965年（昭和40年） | 410.5            | 299,632     | 262,430     | 37,202      |
| 1966年（昭和41年） | 402.6            | 293,919     | 256,490     | 37,429      |
| 1967年（昭和42年） | 375.9            | 275,194     | 241,000     | 34,194      |
| 1968年（昭和43年） | 328.1            | 239,482     | 201,952     | 37,530      |
| 1969年（昭和44年） | 350.0            | 255,470     | 214,010     | 41,460      |
| 1970年（昭和45年） | 415.1            | 303,048     | 250,954     | 52,094      |
| 1971年（昭和46年） | 425.7            | 311,608     | 255,810     | 55,798      |
| 1972年（昭和47年） | 410.4            | 299,618     | 236,432     | 63,186      |
| 1973年（昭和48年） | 490.4            | 358,002     | 265,906     | 92,096      |
| 1974年（昭和49年） | 592.4            | 432,428     | 320,394     | 112,034     |
| 1975年（昭和50年） | 661.2            | 483,976     | 344,988     | 138,988     |
| 1976年（昭和51年） | 644.5            | 470,510     | 330,826     | 139,684     |
| 1977年（昭和52年） | 631.3            | 460,877     | 323,154     | 137,723     |
| 1978年（昭和53年） | 594.7            | 434,127     | 328,702     | 105,425     |

以上の1日平均乗車人員は、乗車数と降車数が同じであると仮定し、年度毎総数を365（閏年が関係する1963・1967・1971・1975年は366）で割った後で、さらに2で割った値を、小数点第二位で四捨五入。小数点一位の値にしたものである。
| 年度                | 1日平均 乗車人員 |
| ------------------- | ---------------- |
| 1979年（昭和54年）  | 779              |
| 1980年（昭和55年）  | 713              |
| 1981年（昭和56年）  | 667              |
| 1982年（昭和57年）  | 642              |
| 1983年（昭和58年）  | 597              |
| 1984年（昭和59年）  | 771              |
| 1985年（昭和60年）  | 771              |
| 1986年（昭和61年）  | 815              |
| 1987年（昭和62年）  | 877              |
| 1988年（昭和63年）  | 1,022            |
| 1989年（平成 元年） | 1,062            |
| 1990年（平成02年）  | 1,140            |
| 1991年（平成03年）  | 1,236            |
| 1992年（平成04年）  | 1,252            |
| 1993年（平成05年）  | 1,317            |
| 1994年（平成06年）  | 1,354            |
| 1995年（平成07年）  | 1,347            |
| 1996年（平成08年）  | 1,390            |
| 1997年（平成09年）  | 1,425            |
| 1998年（平成10年）  | 1,472            |
| 1999年（平成11年）  | 1,489            |
| 2000年（平成12年）  | 1,503            |
| 2001年（平成13年）  | 1,472            |
| 2002年（平成14年）  | 1,416            |
| 2003年（平成15年）  | 1,493            |
| 2004年（平成16年）  | 1,501            |
| 2005年（平成17年）  | 1,473            |
| 2006年（平成18年）  | 1,449            |
| 2007年（平成19年）  | 1,482            |
| 2008年（平成20年）  | 1,496            |
| 2009年（平成21年）  | 1,511            |
| 2010年（平成22年）  | 1,558            |
| 2011年（平成23年）  | 1,573            |
| 2012年（平成24年）  | 1,603            |
| 2013年（平成25年）  | 1,598            |
| 2014年（平成26年）  | 1,549            |
| 2015年（平成27年）  | 1,584            |
| 2016年（平成28年）  | 1,592            |
| 2017年（平成29年）  | 1,625            |
| 2018年（平成30年）  | 1,545            |
| 2019年（令和 元年） | 1,590            |
| 2020年（令和02年）  | 1,309            |
| 2021年（令和03年）  | 1,248            |
| 2022年（令和04年）  | 1,284            |

当駅は芸備線の途中駅の中で安芸矢口駅に次いで乗降客が多い。
乗車数グラフ

## 駅周辺
住宅街や団地群が立ち並ぶ典型的なベッドタウンであり、東側には松笠山が聳え、西側に流れる太田川を見下ろす高台となっている。なお、当駅は戸坂地区の北端部に位置している。
- 広島市立戸坂小学校
- 広島市立戸坂中学校
- 広島戸坂中町郵便局
- 広島市消防局東消防署戸坂出張所
- 広島城北中学校・高等学校
- 広島市水道局戸坂取水場
- 広島県立広島中央特別支援学校
- 広島市立戸坂城山小学校
- 戸坂東浄団地
- ザ・ビッグ戸坂店
- ユアーズ戸坂店
- 広島県道37号広島三次線
- 広島県道152号府中祇園線
- 「千足」停留所 - 広電バス・広島バス・広島交通・中国JRバス
- 「上千足」停留所 - 広島バス・広島交通・中国JRバス
- 安芸大橋

※戸坂地区から広島市中心部や広島駅方面に向かう路線バスが多く出ている。

## 隣の駅
西日本旅客鉄道（JR西日本）
 芸備線
■快速「みよしライナー」・■普通
安芸矢口駅 (JR-P04) - 戸坂駅 (JR-P03) - 矢賀駅 (JR-P02)
戦前、当駅と安芸矢口駅の間に安芸小田駅が、矢賀駅との間に石ヶ原駅と安芸中山駅が存在した。いずれもガソリンカー専用駅で、1941年（昭和16年）8月10日、戦時体制下における燃料事情の悪化によるガソリンカーの廃止とともに営業を休止した（この時、当時ガソリンカー専用駅であった矢賀駅も同様に営業を休止したが、1942年（昭和17年）に信号場として復活、翌年旅客営業を開始し再び駅となった）。